# ألديمير
ألديمير هو لاعب كرة قدم برازيلي في مركز مهاجم ‏، ولد في 16 فبراير 1995 في ساو باولو في البرازيل. لعب مع نادي أمريكا.

## وصلات خارجية
- ألديمير على موقع قاعدة بيانات كرة القدم.إي يو (الإنجليزية)
- ألديمير على موقع Soccerway.com (الإنجليزية)